# Plagithmysus decorus
Plagithmysus decorus är en skalbaggsart som beskrevs av Perkins 1921. Plagithmysus decorus ingår i släktet Plagithmysus och familjen långhorningar. Inga underarter finns listade i Catalogue of Life.